# Doris-Katharina Hessler
Doris-Katharina Hessler (* 1949; † 13. Juni 2004 in Maintal) war eine deutsche Köchin.

## Leben
Hessler war als Verwaltungsangestellte im Frankfurter Römer tätig. 1969 lernte sie ihren Mann Ludwig kennen. Sie arbeitete zunächst als Aushilfe im Restaurant Hessler ihres Mannes in Dörnigheim, nahe Frankfurt am Main, ab 1976 übernahm sie dort die Küchenregie. Doris-Katharina Hessler erhielt 1979 als eine der ersten Frauen in Deutschland einen Michelin-Stern, den sie bis zu ihrem Tod konstant halten konnte.
Die Spitzenköchin mit dem Spitznamen Katharina die Große arbeitete ausnahmslos mit natürlichen Lebensmitteln insbesondere aus der asiatischen Küche.
Sie veröffentlichte vier Kochbücher. Zwischen 1997 und 2000 trat sie in über 100 Sendungen des ARD-Buffet auf.
Doris-Katharina Hessler starb an den Folgen eines Herzanfalls in ihrer Wohnung in Maintal bei Frankfurt. Nach ihrem Tod wurde das Restaurant unter dem Namen „Hessler“ zehn Jahre weitergeführt, von 2008 bis 2014 von Markus Medler, dann wurde es geschlossen.

## Auszeichnungen
- 1979–2004: Ein Stern im Guide Michelin